# 김범수 (2000년)
김범수(한국 한자: 金範洙, 2000년 4월 8일 ~ )는 대한민국의 축구 선수로, 포지션은 윙어이다. 현재 성남 FC 소속이다.